# Madona ze Zadní Lhoty

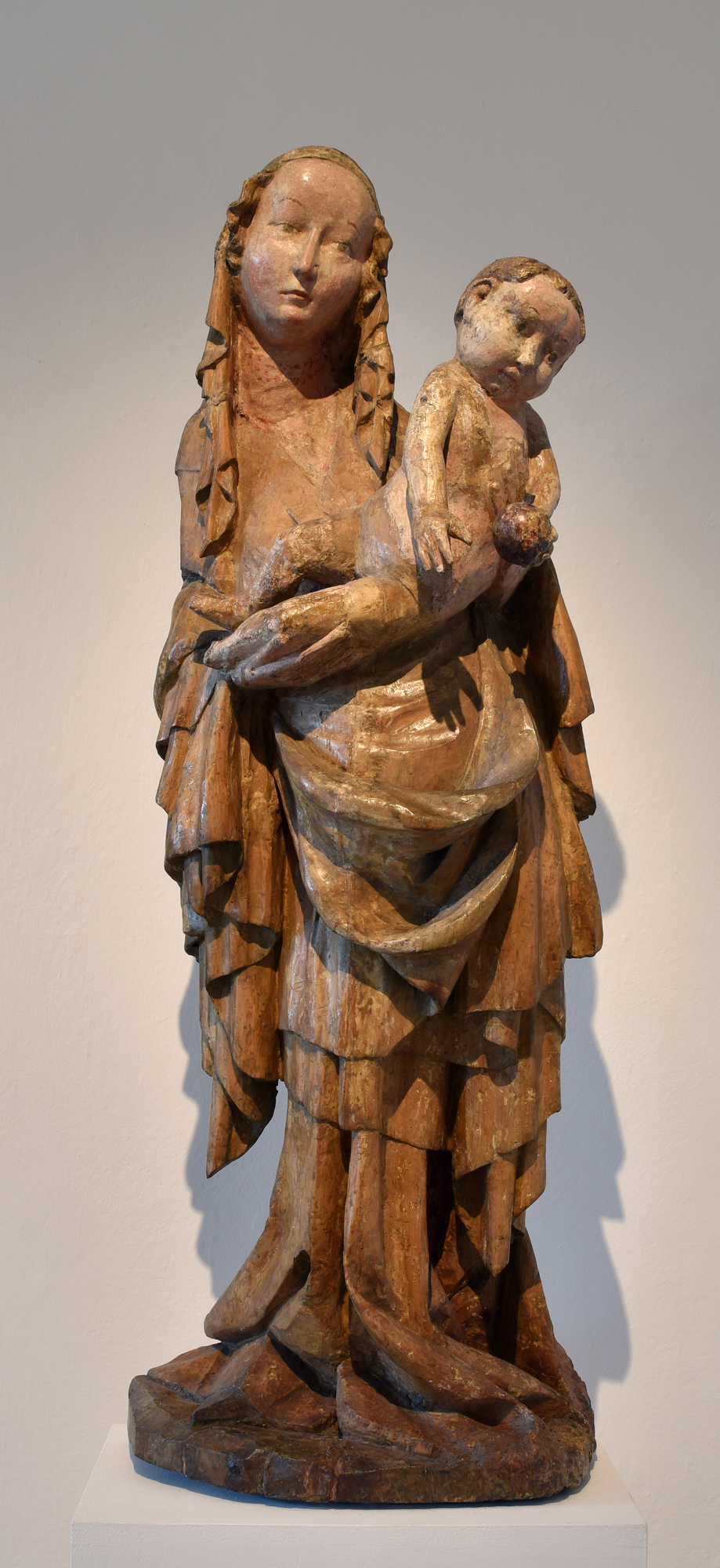
Madona ze Zadní Lhoty (poč. 15. stol.)

Madona ze Zadní Lhoty (1. čtvrtina 15. stol.) je nejbližší a nejvěrnější dřevořezbou vytvořenou podle vzoru Plzeňské madony v severočeském regionu. Je vystavena ve stálé expozici Severočeské galerie výtvarného umění v Litoměřicích.

## Původ sochy
Rozměrnou sochu objevil roku 1957 Otakar Votoček ve výklenku pilířové kaple v Zadní Lhotě u Těchlovic na Děčínsku a určil ji jako dílo českého řezbáře z první čtvrtiny 15. století. Podle legendy zmiňované Ľ. Turčanem byla socha původně umístěna v kapličce v Těchlovicích, odkud zmizela při povodni roku 1804 a o rok později byla nalezena v Zadní Lhotě, kde pro ni nechal postavit novou kapličku místní občan Peter Gaube. Od roku 1964 je zapůjčena do  Severočeské galerie výtvarného umění v Litoměřicích.

## Popis a zařazení
Plnoplastická dřevěná socha, výška 113,5 cm, šířka 35 cm, hloubka 34 cm, s vyhloubenou zadní stranou a zbytky původní polychromie. Dřevěný blok je sklížen ze dvou částí, spojených vzadu dvěma kovovými svorkami. Sochu restaurovali roku 1966 Ludmila Slánská, roku 1982 Eva Votočková a Olga Jeřábková.
Madona ze Zadní Lhoty se Velikostí blíží Plzeňské madoně a nelze vyloučit, že řezbář pracoval podle tohoto vzoru. Oproti jiným sochám plzeňského typu je Madona zpracována s vyšší řemeslnou úrovní a zachovává plasticitu sochařského tvaru, prostorové rozvržení i složitost tělesného pohybu Panny Marie a Ježíška. Oproti předloze však došlo k celkovému zploštění a socha je určena pouze pro čelní pohled. Řezbář zcela nepochopil složitý tělesný pohyb Plzeňské madony - trup madony je nezvykle prodloužen, špička pravé volné nohy je vysunuta, ale chybí zvýrazněné pravé koleno a celá postava je toporně nakloněna k pravému rameni. Esovité prohnutí, vycházející od špičky pravé volné nohy vedlo k vysunutí levého boku do výše a přiklonění hlavy k dítěti.   
Rozměrná postava Ježíška držícího jablko a odklánějícího se od matky je položena diagonálně před Mariinou hrudí a kopíruje předlohu. Štíhlé tělo Panny Marie je oblečeno do spodního šatu s hlubokým výstřihem ve tvaru V, který se v měkkých záhybech skládá na podstavec. Vpředu na něj přiléhají dvě zástěry, ukončené v nestejné výši. Svrchní plášť je vpředu řasen dvěma hmotnými a plně plasticky modelovanými mísovitými záhyby. Cíp svrchního pláště je přehozený přes pravou ruku a odtud spadá v kaskádě trubicových záhybů, které jsou částečně oddělené od tělesného objemu. Postranní kaskády, ukončené ve výši kolen, jsou již částečně zplihlé a odpovídají dataci do 1. čtvrtiny 15. století. Také zhrublá Mariina široká tvář i obličej Ježíška svědčí o postupné rustikalizaci vzoru Plzeňské Madony.

### Příbuzná díla
- Plzeňská madona

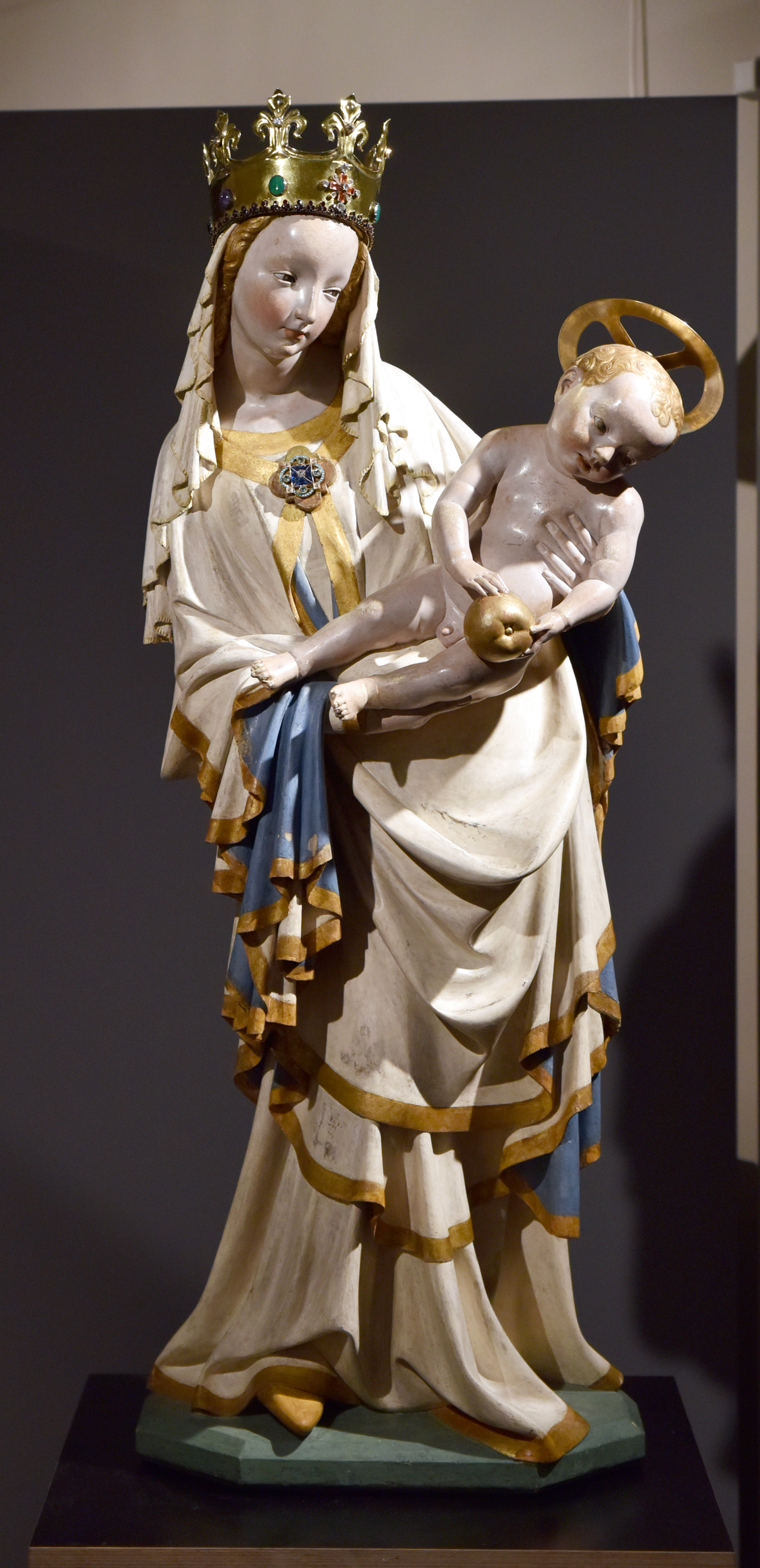
Plzeňská madona (1380–1384)